# Бычкова, Елена Александровна
Елена Александровна Бычкова (род. 21 августа 1976, г. Москва) — русская писательница в жанре фэнтези.
Постоянный соавтор своего супруга Алексея Пехова и Натальи Турчаниновой.
Дебютный роман «Рубин Карашэхра» (в соавторстве с Н. Турчаниновой), первый в одноимённой трилогии, получил награду «Серебряный кадуцей» в 2004 году на международном фестивале фантастики «Звёздный мост», а также премию «Кинжал без имени» от издательства «Армада»[уточнить] в номинации лучший дебют года. Роман «Лучезарный» был назван «Книгой года» журналом «Мир Фантастики» в 2007 году, как лучшее продолжение отечественного цикла.
Наиболее популярен у автора цикл «Киндрэт» (в соавторстве с Н. Турчаниновой и А. Пеховым). Городское фэнтези в современных реалиях — о вампире-эмпате Дарэле, обладающем уникальными способностями и чувствующем себя человеком, а также обширной сети вампирских кланов, ведущих постоянную борьбу за власть.
Первая книга цикла — «Киндрэт. Кровные братья» — получила литературную премию «Странник» в 2006 году как лучшее городское фэнтези 2001—2005 гг.
В 2013 году профессиональную литературную премию «Странник» получил роман «Иногда они умирают», написанный по личным впечатлениям авторов от Эверест-трека в Гималаях — подъёма на 5550 м, к базовому лагерю Эвереста.
Сценарист компьютерных игр, в том числе «King’s Bounty. Легенда о рыцаре» и дополнения «Heroes of Might and Magic V» (в соавторской работе с Н. Турчаниновой и А. Пеховым).
С 2008 года занимается адаптацией, а также официально представляет совместные с соавторами книги по вампирскому миру ночной Столицы за рубежом, под псевдонимом Lena Meydan.
Член Союза писателей России.

## Биография
После окончания литературного класса средней школы поступила на Факультет журналистики МГУ. После него окончила аспирантуру на кафедре зарубежной журналистики и литературы, однако диссертацию не защитила.
Параллельно работала журналисткой, редактором, специальной корреспонденткой. Специализировалась на темах «зарубежная недвижимость», «неформальные молодёжные движения», «борьба со СПИДом».
Первая литературная публикация состоялась в 2000 году в интернет-журнале молодых российских писателей «Пролог» при министерстве культуры РФ (рассказ «Снежный тигр»).
Дебютный роман — «Рубин Карашэхра» — вышел в феврале 2004 года в издательстве «Альфа-книга».
Замужем за писателем Алексеем Пеховым с сентября 2004 года. И с тех пор работает с ним в постоянном соавторстве.
Увлекается горным трекингом, фотографией. Вместе с соавторами прошла Эверест-трек (высота 5550 м), Аннапурна-круг (высота 5416 м), впечатления от первого из которых стали документальной основой романа «Иногда они умирают».
Самостоятельные путешественники: Эквадор, Непал, Таиланд, Гонконг, Филиппины, Норвегия, Швейцария, Италия, Германия, Англия, Шотландия, Франция, Испания, Чехия, Нидерланды, Швеция, Португалия, Финляндия, Дания, Япония. Также часто используют путешествия, как основу для сюжетов и создания атмосферы будущих книг.

## Романы
- «Иногда они умирают» (2012) — соавтор Наталья Турчанинова.

Трилогия «Рубин Карашэхра»
- «Рубин Карашэхра» (2004) — соавтор Наталья Турчанинова.
- «Заложники Света» (2005) — соавтор Н. Турчанинова.
- «Лучезарный» (2007) — соавтор Н. Турчанинова.

Тетралогия «Киндрэт»
- «Кровные братья» (2005) — соавторы Н. Турчанинова, А. Пехов.
- «Колдун из клана Смерти» (2007) — соавторы Н. Турчанинова, А. Пехов.
- «Основатель» (2009) — соавторы Н. Турчанинова, А. Пехов.
- «Новые боги» (2010) — соавторы Н. Турчанинова, А. Пехов.

Дилогия «Заклинатели»
- «Заклинатели» (2011) — соавторы Н. Турчанинова, А. Пехов.
- «Ловушка для духа» (2014) — соавторы Н. Турчанинова, А. Пехов.

Цикл «Мастер снов»
- «Мастер снов» (2014) — соавторы Н. Турчанинова, А. Пехов.
- «Создатель кошмаров» (2015) — соавторы Н. Турчанинова, А. Пехов.
- «Эринеры Гипноса» (2017) — соавторы Н. Турчанинова, А. Пехов.
- «Бич сновидений» (2024) — соавторы Н. Турчанинова, А. Пехов.

## Повести, рассказы
Сборник «Шанс»
- «Снежный тигр» (1999) — в соавторстве с Н. Турчаниновой.
- «Праздник духов» (2009) — в соавторстве с Н. Турчаниновой.
- «Ночь летнего солнцестояния» (2007) — соавторы Н. Турчанинова, А. Пехов.
- «Перо из крыла ангела» (2001) — в соавторстве с Н. Турчаниновой.
- «Двое с разбитого корабля» (2002) — в соавторстве с Н. Турчаниновой.
- «Без пятнадцати семь» (1991) — в соавторстве с Н. Турчаниновой.
- «Рив Д’Арт» (2000) — в соавторстве с Н. Турчаниновой.
- «Glorioza Superba» (1998) — в соавторстве с Н. Турчаниновой.
- «Немного покоя во время чумы» (2009) — соавторы Н. Турчанинова, А. Пехов.
- «Шанс» (2003) — в соавторстве с Н. Турчаниновой.

Сборник «Тёмный охотник»
- «Тёмный охотник» — повесть-приквел по миру ночной Столицы. соавторы Н. Турчанинова, А. Пехов.

«Бесценная награда» (2003) — повесть, на основании которой была позже написана трилогия «Рубин Карашэхра», в соавторстве с Н. Турчаниновой.
«Исцеление» (2000) — в соавторстве с Н. Турчаниновой.
«Северная страна» (2000) — в соавторстве с Н. Турчаниновой.
«Юная роза» (2000) — в соавторстве с Н. Турчаниновой.

## Переводные издания
Переводное издание романа «Кровные братья» под псевдонимом Lena Meydan. По своей сути это не просто перевод, а адаптация, в которой изменены некоторые сюжетные линии и герои.
- Американское издание: 'Twilight Forever Rising' (презентация состоялась 28 сентября 2010)
- Немецкое издание: 'Der Clan der Vampire' (книга вышла 21 февраля 2011)

## Награды и премии
- «Премия Странник» (2013), за роман «Иногда они умирают».
- Медаль имени А. С. Грибоедова. За достижения в литературе.[источник не указан 2351 день]
- Медаль имени Н. В. Гоголя. За развитие общеславянских культурных традиций и гуманизм в творчестве.[источник не указан 2351 день]
- «Книга года» в номинации «лучшее продолжение отечественного фэнтези» (2007) по версии журнала «Мир фантастики» за роман «Лучезарный».
- «Странник» (2006), за роман «Киндрэт. Кровные братья».
- Авторская премия санкт-петербургского писателя Елены Хаецкой — за рассказы.
- «Королевский Золотой» (2005), за рассказ «Шанс»[уточнить].
- «Серебряный кадуцей» (2004), за роман «Рубин Карашэхра»[уточнить].
- «Кинжал без имени» (2004), за роман «Рубин Карашэхра»[уточнить].

## Разное
- Иллюстрации к книгам Елены Бычковой и Натальи Турчаниновой рисует художник Владимир Бондарь.
- Вместе с Алексеем Пеховым и Натальей Турчаниновой участвовала в написании сценария компьютерной игры — «King’s Bounty. Легенда о рыцаре»
- Роман «Кровные братья» был переведён на английский и выпущен в сентябре 2010 года в США издательством TOR. Переводчик — Эндрю Бромфилд (Adrew Blomfield).
- Рассказы «Перо из крыла ангела», «Снежный тигр», «Ночь летнего солнцестояния», «Рив Д’Арт» были прочитаны в радиопередаче «Модель для сборки».